# Università del Québec
L’Università del Québec, istituita nel 1968 dal governo del Québec, è un consorzio a cui appartengono 10 università del Canada, fra cui l'Università del Québec a Montréal.

## Elenco
- École de technologie supérieure (ETS), a Montréal
- École nationale d'administration publique (ENAP), con sede a Québec e campus a Montréal, Gatineau, Trois-Rivières e Saguenay
- Institut national de la recherche scientifique (INRS), con sede a Quebec e a Montréal
- Università del Québec a Chicoutimi (UQAC), a Saguenay
- Università del Québec a Montréal (UQAM), a Montréal
- Università del Québec a Rimouski (UQAR), a Rimouski
- Università del Québec a Trois-Rivières (UQTR), a Trois-Rivières
- Università del Québec a Abitibi-Témiscamingue (UQAT), con campus a Rouyn-Noranda, Val-d'Or ed altre località
- Università del Québec nell'Outaouais (UQO), a Gatineau con campus a Saint-Jérôme.
- Università TÉLUQ con sede a Quebec